# Yūji Ueda
Yūji Ueda (jap. 上田 祐司 Ueda Yūji; ur. 15 czerwca 1967) – japoński seiyū, związany niegdyś z firmą Arts Vision. Znany jest m.in. jako głos Brocka (jap. Takeshi) w oryginalnej wersji anime Pokémon.

## Wybrane role głosowe
- 1992: Calimero – Giuliano
- 1994: Blue Seed – Yoshiki Yaegashi
- 1994: Tokimeki Memorial – Yoshio Saotome
- 1995: Tajemnica przeszłości –
  - Amiboshi
  - Suboshi
- 1995: Wedding Peach – Yousuke Fūma
- 1996: The Vision of Escaflowne – Reeden
- 1996: Rurōni Kenshin – Sagara Sanosuke
- 1997: BØY – Kiyoshirō Okamoto
- 1997: Pokémon –
  - Takeshi (Brock),
  - Utsubot (Victreebel),
  - Barri-chan (Mimey),
  - Sonans (Wobbuffet),
  - Hinoarashi (Cyndaquil),
  - Magmarashi (Quilava),
  - Yorunozuku (Noctowl)
- 1997: Don't Leave Me Alone, Daisy – Kuma
- 1998: Bakusō Kyōdai Let's & Go!! – Hitoshi Matsu
- 1998: Bubblegum Crisis Tokyo 2040 – Daly Wong
- 1998: Detektyw Conan – Shigehisa Noguchi
- 1998: Digimon Adventure – Numemon
- 1998: Fancy Lala – Yoshio
- 1999: Dr. Slump – Akira Toriyama
- 2000: Love Hina – Keitarō Urashima
- 2001: Arjuna – córka Ziemi – Chris Hawken
- 2001: Fruits Basket – Makoto Takei
- 2001: InuYasha – Hōjō
- 2001: Prétear – Kaoru Awayuki
- 2001: Król szamanów – Horohoro
- 2001: X – Kakyo Kuzuki
- 2002: Chobits – Hiroyasu Ueda
- 2002: MegaMan NT Warrior –
  - Yūichiro,
  - Higure,
  - Coloredman,
  - Numberman
- 2002: Jūni kokuki – Ikuya Asano
- 2003: One Piece –
  - Sarquiss,
  - Stainless
- 2004: Bleach – Sora Inoue
- 2004: Burst Angel – Kyohei Tachibana
- 2004: Kita e – Mitsuru Shiraishi
- 2004: Genshiken – przewodniczący
- 2004: Tennis no ōjisama – Jiro Akutagawa
- 2004: Yu-Gi-Oh! GX –
  - Mitsuru Ayanokouji,
  - Kozaky
- 2005: Erementar Gerad – Rowen
- 2005: Emma – Hakim Atawari
- 2005: Jigoku shōjo – Hajime Shibata
- 2005: Hachimitsu to Clover – Shinobu Morita
- 2005: Mushishi – Adashino
- 2006: Ouran High School Host Club – Nekozawa Umehito
- 2007: D.Gray-man – Selim
- 2007: Devil May Cry – Kerry
- 2007: Kidō Senshi Gundam 00 – Billy Katarigi
- 2008: Gunslinger Girl – Cristiano
- 2009: Brama piekieł – Ilya Sokoloff
- 2009: Golgo 13 – alfons
- 2010: Durarara!! – Takashi Nasujima
- 2010: Keroro gunsō – Darere